# Anarkafeminism

Anarkafeminismens fana.

Anarkafeminismen är en politisk rörelse som kombinerar anarkism med feminism. Anarkafeminismen uppstod på 1960-talet. Den vill göra sig av med både staten, kapitalismen och patriarkatet och alla former av dominans och förtryck. Två centrala principer är 
1. att inte försöka överta eller på andra sätt omfördela makten, utan sträva efter att avskaffa den helt och
2. att det är människorna själva (inte de politiska partierna, fackförbunden eller dylikt) som ska genomföra de nödvändiga förändringarna. "Makten till ingen och till alla. Till var och en makten över sitt eget liv och inga andras." (Liliths manifest.)[1]

Det hävdas ofta inom riktningen att den uppstod på grund av manlig dominans och elitism inom de anarkistiska rörelsen, men det finns även andra förklaringar, som att man ansåg att de liberala feministerna inte visade något intresse för den ekonomiska makten.
Anarkafeministerna nämner ofta Emma Goldman (1869–1940) och Voltairine de Cleyre (1866–1912) som exempel på tidiga anarkafeminister.
Andra sammansatta ord som avleds från anarki börjar på anarko- (två exempel är anarkokommunism och anarkopunk), men i termen anarkafeminism har detta förment maskulina -o- bytts mot ett femininare -a-. Detta är inte ett svenskt påfund, utan ett direkt lån från den engelskspråkiga förebilden.